# فرانشيسكا بيير
فرانشيسكا بيير (بالألمانية: Franziska Peer)‏ هي نبالة نمساوية، ولدت في 6 مايو 1987 في كوفشتاين في النمسا.

## وصلات خارجية
- فرانشيسكا بيير على موقع الاتحاد الدولي (الإنجليزية)